# Vườn quốc gia Núi Warning
Vườn quốc gia Núi Warning là một vườn ở phía nam bang New South Wales (Úc), cách 642 km phía bắc thành phố Sydney, gần biên giới với bang Queensland. Vườn này bao quanh núi Warning, một phần của hõm chảo do một núi lửa đã tắt lớn hơn (núi lửa Tweed) tạo thành. Vườn quốc gia này do Cục Vườn quốc gia và Sinh vật hoang dã New South Wales quản lý, và cũng sáp nhập các vùng đất có ý nghĩa truyền thống của người Bundjalung bản địa.
Tên thổ ngữ của dãy núi này là "Wollumbin" nghĩa là "người nắm bắt mây trời", hoặc "thủ lĩnh chiến đấu của dãy núi".
Tên tiếng Anh của núi do trung úy hải quân người Anh James Cook đặt tháng 5 năm 1770, khi tàu buồm Endeavour thám hiểm do ông ta chỉ huy đi qua vùng này trên đường lên phía bắc dọc theo duyên hải phía đông của Úc. Tên gọi "Núi Warning" có ý nhắc tới sự nguy hiểm của các vỉa đá ngầm ngoài khơi mà thuyền buồm của ông đã gặp phải.
Vườn quốc gia này được dành cho việc giải trí công cộng từ năm 1928, trở thành vườn quốc gia năm 1966, và năm 1986 là một trong các vườn quốc gia nằm trong khu Các rừng mưa Gondwana của Úc, một di sản thế giới của UNESCO.

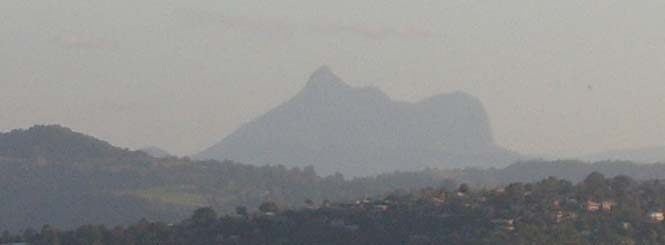
Núi Warning nhìn từ sông Tweed và Point Danger.